# Niet-vluchtig geheugen
Niet-vluchtig geheugen of permanent geheugen is computergeheugen dat de opgeslagen gegevens kan bewaren, ongeacht of de computer is in- of uitgeschakeld. Niet-vluchtig geheugen wordt meestal gebruikt voor secundair geheugen of langetermijnopslag. Voorbeelden van niet-vluchtig geheugen zijn flashgeheugen, een solid state drive (SSD), een harde schijf, het vroeger gebruikte magnetische ringkerngeheugen en de diskette.
Er zijn uitvoeringen van RAM-geheugen, van random-access memory, die als niet-vluchtig zijn uitgevoerd, maar die beschikken over een eigen batterij. De gegevens in het BIOS en het CMOS-geheugen van het moederbord blijven bewaard wanneer de computer wordt uitgeschakeld, doordat dit geheugen door een batterij op het moederbord wordt gevoed. Vluchtig geheugen is het tegenovergestelde van niet-vluchtig geheugen.